# Яковлев, Семён Дементьевич
Семён Дементьевич Яковлев (ум. 1632) — государственный деятель Российского государства, дипломат. Сын Дементия Саввича Яковлева — воеводы в Новом Монастырском остроге (1598 г.). Из рода Яковлевых — потомков Облагини.

## Сведения о жизни и деятельности
В 1596 Семён Яковлев в числе детей боярских вёрстан поместным окладом в 300 четвертей по городу Мещовску. В 1606 вёрстан окладом в 500 четей по Мещовску же (вместе с братом Романом).
Воевода в Белой (1615—1616 гг.), Пскове (1618—1620 гг.), Брянске (1625—1626). С 1626 на придворной службе — стольник.
С 3 марта 1628 по 11 мая 1630 посол в Турцию: «А во Царьгород указал Государь послать, к Турскому Мурат салтану, в посланниках Семена Дементьева сына Яковлева да дьяка Петра Овдокимова». Турки надолго должны были запомнить подарок, доставленный султану от царя в С. Яковлевым и П. Овдокимовым: белый медведь. («Да от государя ж к турскому салтан Мурату привезен медведь белой, живой, со всем медвежьим нарядом».
После возвращения из посольства — снова на придворной службе.
Скончался 6 февраля 1632 года. Перед смертью пострижен в монашество с именем Сергий. Погребен в Пафнутьевом Боровском монастыре вместе со своими родителями.

## Дети
- Сын — Яковлев, Даниил Семёнович.

## Земельные владения
В выписи с Мещовских межевых книг письма и меры князя Тимофея Звенигородского да подьячего Дружины Огаркова 1627—1628 годов написано, что часть деревни Маклаки «да жеребей в деревне Поляны» в 1622 году были даны Семену Дементьевичу Яковлеву в вотчину по жалованной грамоте царя Михаила Федоровича.
Были упомянуты: «двор прикащиков…12 дворов крестьянских да 6 дворов бобыльских, пашни доброй 140 четвертей земли…». Другая часть в 50 четвертей земли находилась у него же во владении как поместье да еще окрестного «не пашенного лесу вдоль на две версты, а поперек на версту».